# Olympische Geschichte Syriens
| Gelbes Symbol für Goldmedaillen mit stilisierten Olympischen Ringen | Graues Symbol für Silbermedaillen mit stilisierten Olympischen Ringen | Braundes Symbol für Bronzemedaillen mit stilisierten Olympischen Ringen |
| ------------------------------------------------------------------- | --------------------------------------------------------------------- | ----------------------------------------------------------------------- |
| 1                                                                   | 1                                                                     | 2                                                                       |

Syrien, dessen NOK, die al-Ladschna al-ulimbiyya as-suriyya, 1948 gegründet und im selben Jahr vom IOC anerkannt wurde, nimmt seit 1948 an Olympischen Sommerspielen teil. 1952, 1956, 1964 und 1976 wurde auf eine Teilnahme verzichtet. 1960 traten syrische Sportler als Teil der Mannschaft der Vereinigten Arabischen Republik (IOC-Kürzel UAR) an. An Winterspielen nahmen Sportler aus Syrien bislang nicht teil. Jugendliche Athleten traten bei beiden bislang ausgetragenen Jugend-Sommerspielen an.

## Übersicht

### Sommerspiele

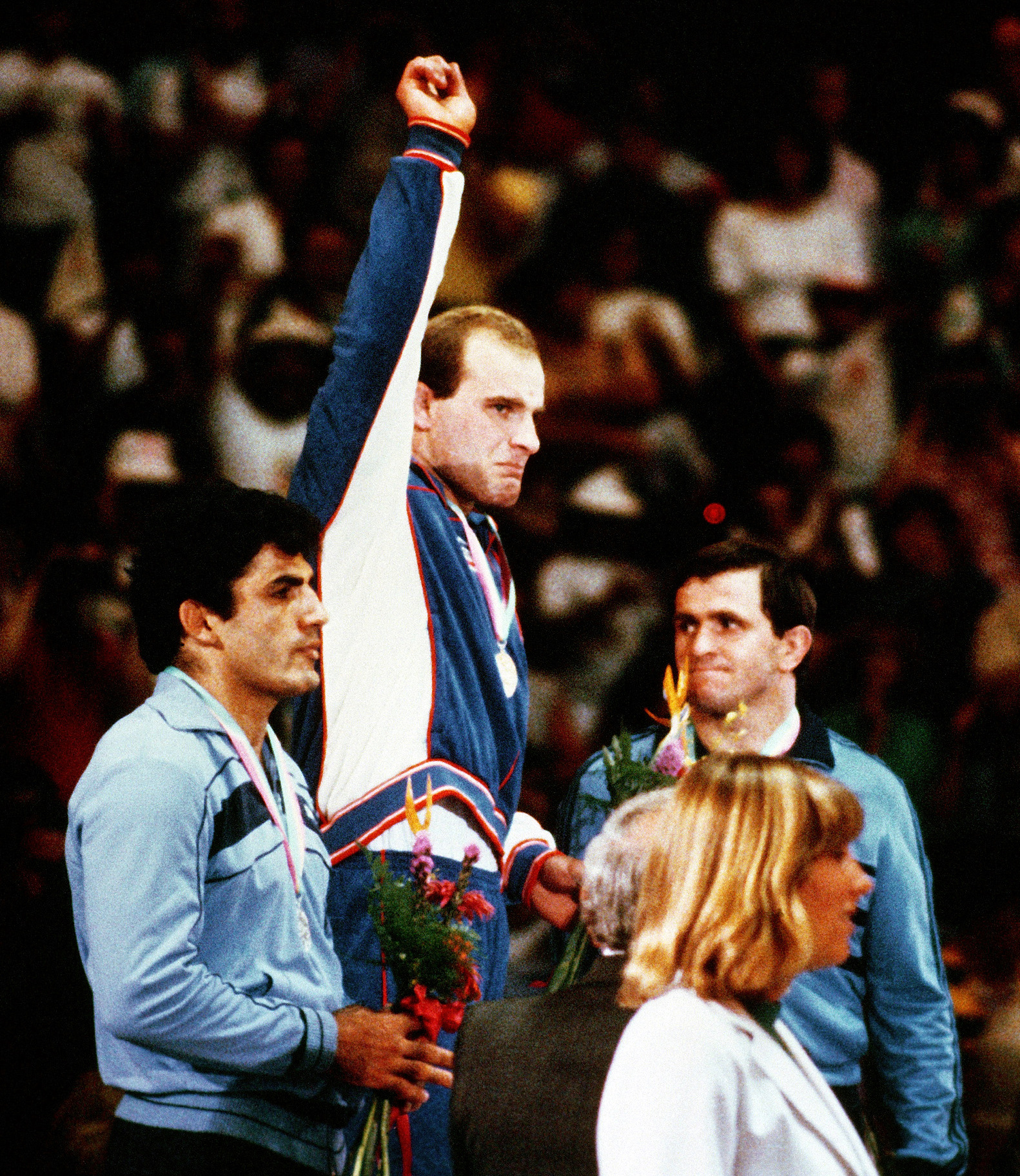
Siegerehrung 1984 im Ringen: Links Syriens erster Medaillengewinner Joseph Atiyeh mit der Silbermedaille

Die erste syrische Olympiamannschaft bestand 1948 in London aus einem Wasserspringer. Zouheir Al-Shourbagi war am 3. August 1948 der erste syrische Olympionike. Die erste Frau des Landes war am 31. August 1972 in München die Leichtathletin Malak El-Nasser.
Neben dem Wasserspringen waren syrische Athleten bei folgenden Sommerspielen auch in den Sportarten Ringen (ab 1968), Leichtathletik und Schießen (ab 1972), Gewichtheben, Boxen, Judo und Fußball (ab 1980), Schwimmen (ab 1992), Triathlon (ab 2008), Radsport und Reiten (ab 2012) sowie im Tischtennis (ab 2016) vertreten.
1980 nahm eine syrische Fußballmannschaft am olympischen Turnier teil. Zwar hatte sich Syrien nicht qualifizieren können, wurde jedoch als Ersatz für den Iran eingeladen. In der Vorrunde verlor man mit 0:3 gegen Algerien, schaffte dann ein 1:1-Unentschieden gegen Spanien. Gegen die Mannschaft der DDR gab es zum Abschluss eine 0:5-Niederlage.
1984 in Los Angeles folgte der erste Medaillengewinn. Der Freistilringer Joseph Atiyeh gewann im Schwergewicht die Silbermedaille. 1996 in Atlanta siegte die Leichtathletin Ghada Shouaa im Siebenkampf und schaffte somit den ersten syrischen Olympiasieg. Der Boxer Naser Al Shami gewann 2004 in Athen Bronze im Schwergewicht. 2012 in London wurde der Gewichtheber Ahed Joughili Sechster im Schwergewicht. 2016 erreichte der Leichtathlet Majed Ghazal das Finale im Hochsprung und belegte Platz 7. 2020 holte der Gewichtheber Man Assad die Bronzemedaille im Superschwergewicht.

### Jugendspiele
Vier Jugendliche, drei Jungen und ein Mädchen, nahmen bei den ersten Olympischen Jugend-Sommerspielen 2010 in Singapur in den Sportarten Leichtathletik, Reiten, Ringen und Schwimmen teil.
Bei den Olympischen Jugend-Sommerspielen 2014 in Nanjing nahmen neun Jugendliche teil, zwei Jungen und sieben Mädchen. Die Athleten traten in den Sportarten Leichtathletik, Basketball, Fechten und Schwimmen an. Die Basketballmannschaft der Mädchen schied nach der Gruppenphase aus. Sie konnte nur eins ihrer neun Spiele gewinnen. So verlor das Team gegen Deutschland mit 9:17.

## IOC-Mitglieder
Seit 1998 ist der Sportfunktionär und ehemalige Gewichtheber Samih Moudallal IOC-Mitglied. Er ist aktuell Mitglied der Kommission für Kultur und olympisches Erbe.

## Übersicht der Teilnehmer

### Sommerspiele
| Jahr      | Athleten                                                        | Athleten                                                        | Athleten                                                        | Flaggenträger                                                   | Sportarten                                                      | Sportarten                                                      | Sportarten                                                      | Sportarten                                                      | Sportarten                                                      | Sportarten                                                      | Sportarten                                                      | Sportarten                                                      | Sportarten                                                      | Sportarten                                                      | Sportarten                                                      | Sportarten                                                      | Sportarten                                                      | Medaillen                                                       | Medaillen                                                       | Medaillen                                                       | Medaillen                                                       | Medaillen                                                       |
| Jahr      | Gesamt                                                          | m                                                               | w                                                               | Flaggenträger                                                   | Wasserspringen                                                  | Ringen                                                          | Leichtathletik                                                  | Schießen                                                        | Gewichtheben                                                    | Boxen                                                           | Judo                                                            | Fußball                                                         | Schwimmen                                                       | Triathlon                                                       | Radsport                                                        | Reiten                                                          | Tischtennis                                                     |                                                                 |                                                                 |                                                                 | Gesamt                                                          | Rang                                                            |
| --------- | --------------------------------------------------------------- | --------------------------------------------------------------- | --------------------------------------------------------------- | --------------------------------------------------------------- | --------------------------------------------------------------- | --------------------------------------------------------------- | --------------------------------------------------------------- | --------------------------------------------------------------- | --------------------------------------------------------------- | --------------------------------------------------------------- | --------------------------------------------------------------- | --------------------------------------------------------------- | --------------------------------------------------------------- | --------------------------------------------------------------- | --------------------------------------------------------------- | --------------------------------------------------------------- | --------------------------------------------------------------- | --------------------------------------------------------------- | --------------------------------------------------------------- | --------------------------------------------------------------- | --------------------------------------------------------------- | --------------------------------------------------------------- |
| 1896–1936 | nicht teilgenommen                                              | nicht teilgenommen                                              | nicht teilgenommen                                              | nicht teilgenommen                                              | nicht teilgenommen                                              | nicht teilgenommen                                              | nicht teilgenommen                                              | nicht teilgenommen                                              | nicht teilgenommen                                              | nicht teilgenommen                                              | nicht teilgenommen                                              | nicht teilgenommen                                              | nicht teilgenommen                                              | nicht teilgenommen                                              | nicht teilgenommen                                              | nicht teilgenommen                                              | nicht teilgenommen                                              | nicht teilgenommen                                              | nicht teilgenommen                                              | nicht teilgenommen                                              | nicht teilgenommen                                              | nicht teilgenommen                                              |
| 1948      | 1                                                               | 1                                                               | 0                                                               |                                                                 | 1                                                               |                                                                 |                                                                 |                                                                 |                                                                 |                                                                 |                                                                 |                                                                 |                                                                 |                                                                 |                                                                 |                                                                 |                                                                 |                                                                 |                                                                 |                                                                 |                                                                 |                                                                 |
| 1952–1956 | nicht teilgenommen                                              | nicht teilgenommen                                              | nicht teilgenommen                                              | nicht teilgenommen                                              | nicht teilgenommen                                              | nicht teilgenommen                                              | nicht teilgenommen                                              | nicht teilgenommen                                              | nicht teilgenommen                                              | nicht teilgenommen                                              | nicht teilgenommen                                              | nicht teilgenommen                                              | nicht teilgenommen                                              | nicht teilgenommen                                              | nicht teilgenommen                                              | nicht teilgenommen                                              | nicht teilgenommen                                              | nicht teilgenommen                                              | nicht teilgenommen                                              | nicht teilgenommen                                              | nicht teilgenommen                                              | nicht teilgenommen                                              |
| 1960      | Teilnahme in der Mannschaft der Vereinigten Arabischen Republik | Teilnahme in der Mannschaft der Vereinigten Arabischen Republik | Teilnahme in der Mannschaft der Vereinigten Arabischen Republik | Teilnahme in der Mannschaft der Vereinigten Arabischen Republik | Teilnahme in der Mannschaft der Vereinigten Arabischen Republik | Teilnahme in der Mannschaft der Vereinigten Arabischen Republik | Teilnahme in der Mannschaft der Vereinigten Arabischen Republik | Teilnahme in der Mannschaft der Vereinigten Arabischen Republik | Teilnahme in der Mannschaft der Vereinigten Arabischen Republik | Teilnahme in der Mannschaft der Vereinigten Arabischen Republik | Teilnahme in der Mannschaft der Vereinigten Arabischen Republik | Teilnahme in der Mannschaft der Vereinigten Arabischen Republik | Teilnahme in der Mannschaft der Vereinigten Arabischen Republik | Teilnahme in der Mannschaft der Vereinigten Arabischen Republik | Teilnahme in der Mannschaft der Vereinigten Arabischen Republik | Teilnahme in der Mannschaft der Vereinigten Arabischen Republik | Teilnahme in der Mannschaft der Vereinigten Arabischen Republik | Teilnahme in der Mannschaft der Vereinigten Arabischen Republik | Teilnahme in der Mannschaft der Vereinigten Arabischen Republik | Teilnahme in der Mannschaft der Vereinigten Arabischen Republik | Teilnahme in der Mannschaft der Vereinigten Arabischen Republik | Teilnahme in der Mannschaft der Vereinigten Arabischen Republik |
| 1964      | nicht teilgenommen                                              | nicht teilgenommen                                              | nicht teilgenommen                                              | nicht teilgenommen                                              | nicht teilgenommen                                              | nicht teilgenommen                                              | nicht teilgenommen                                              | nicht teilgenommen                                              | nicht teilgenommen                                              | nicht teilgenommen                                              | nicht teilgenommen                                              | nicht teilgenommen                                              | nicht teilgenommen                                              | nicht teilgenommen                                              | nicht teilgenommen                                              | nicht teilgenommen                                              | nicht teilgenommen                                              | nicht teilgenommen                                              | nicht teilgenommen                                              | nicht teilgenommen                                              | nicht teilgenommen                                              | nicht teilgenommen                                              |
| 1968      | 2                                                               | 2                                                               | 0                                                               |                                                                 |                                                                 | 2                                                               |                                                                 |                                                                 |                                                                 |                                                                 |                                                                 |                                                                 |                                                                 |                                                                 |                                                                 |                                                                 |                                                                 |                                                                 |                                                                 |                                                                 |                                                                 |                                                                 |
| 1972      | 5                                                               | 4                                                               | 1                                                               | Mounzer Khatib                                                  |                                                                 | 2                                                               | 1                                                               | 2                                                               |                                                                 |                                                                 |                                                                 |                                                                 |                                                                 |                                                                 |                                                                 |                                                                 |                                                                 |                                                                 |                                                                 |                                                                 |                                                                 |                                                                 |
| 1976      | nicht teilgenommen                                              | nicht teilgenommen                                              | nicht teilgenommen                                              | nicht teilgenommen                                              | nicht teilgenommen                                              | nicht teilgenommen                                              | nicht teilgenommen                                              | nicht teilgenommen                                              | nicht teilgenommen                                              | nicht teilgenommen                                              | nicht teilgenommen                                              | nicht teilgenommen                                              | nicht teilgenommen                                              | nicht teilgenommen                                              | nicht teilgenommen                                              | nicht teilgenommen                                              | nicht teilgenommen                                              | nicht teilgenommen                                              | nicht teilgenommen                                              | nicht teilgenommen                                              | nicht teilgenommen                                              | nicht teilgenommen                                              |
| 1980      | 67                                                              | 65                                                              | 2                                                               |                                                                 |                                                                 | 17                                                              | 12                                                              | 4                                                               | 4                                                               | 8                                                               | 7                                                               | 15                                                              |                                                                 |                                                                 |                                                                 |                                                                 |                                                                 |                                                                 |                                                                 |                                                                 |                                                                 |                                                                 |
| 1984      | 9                                                               | 9                                                               | 0                                                               | Joseph Atiyeh                                                   | 1                                                               | 3                                                               |                                                                 | 1                                                               | 2                                                               | 2                                                               |                                                                 |                                                                 |                                                                 |                                                                 |                                                                 |                                                                 |                                                                 |                                                                 | 1                                                               |                                                                 | 1                                                               | 33                                                              |
| 1988      | 13                                                              | 13                                                              | 0                                                               | Hafez El-Hussein                                                |                                                                 | 8                                                               | 1                                                               |                                                                 | 1                                                               | 3                                                               |                                                                 |                                                                 |                                                                 |                                                                 |                                                                 |                                                                 |                                                                 |                                                                 |                                                                 |                                                                 |                                                                 |                                                                 |
| 1992      | 8                                                               | 7                                                               | 1                                                               |                                                                 |                                                                 | 3                                                               | 3                                                               | 1                                                               |                                                                 |                                                                 |                                                                 |                                                                 | 1                                                               |                                                                 |                                                                 |                                                                 |                                                                 |                                                                 |                                                                 |                                                                 |                                                                 |                                                                 |
| 1996      | 7                                                               | 6                                                               | 1                                                               | Ghada Shouaa                                                    |                                                                 | 2                                                               | 1                                                               |                                                                 | 1                                                               | 2                                                               |                                                                 |                                                                 | 1                                                               |                                                                 |                                                                 |                                                                 |                                                                 | 1                                                               |                                                                 |                                                                 | 1                                                               | 49                                                              |
| 2000      | 8                                                               | 6                                                               | 3                                                               | Moutassem Ghotouq                                               |                                                                 |                                                                 | 3                                                               | 1                                                               |                                                                 | 2                                                               |                                                                 |                                                                 | 2                                                               |                                                                 |                                                                 |                                                                 |                                                                 |                                                                 |                                                                 |                                                                 |                                                                 |                                                                 |
| 2004      | 6                                                               | 5                                                               | 1                                                               | Mohammad Hazouri                                                |                                                                 |                                                                 | 2                                                               | 1                                                               |                                                                 | 1                                                               | 1                                                               |                                                                 | 1                                                               |                                                                 |                                                                 |                                                                 |                                                                 |                                                                 |                                                                 | 1                                                               | 1                                                               | 71                                                              |
| 2008      | 7                                                               | 6                                                               | 1                                                               | Ahed Joughili                                                   |                                                                 |                                                                 | 2                                                               | 1                                                               | 1                                                               |                                                                 |                                                                 |                                                                 | 2                                                               | 1                                                               |                                                                 |                                                                 |                                                                 |                                                                 |                                                                 |                                                                 |                                                                 |                                                                 |
| 2012      | 10                                                              | 6                                                               | 4                                                               | Majed Ghazal                                                    |                                                                 |                                                                 | 2                                                               | 1                                                               | 2                                                               | 1                                                               |                                                                 |                                                                 | 2                                                               |                                                                 | 1                                                               | 1                                                               |                                                                 |                                                                 |                                                                 |                                                                 |                                                                 |                                                                 |
| 2016      | 7                                                               | 4                                                               | 3                                                               | Majed Ghazal                                                    |                                                                 |                                                                 | 2                                                               |                                                                 | 1                                                               |                                                                 | 1                                                               |                                                                 | 2                                                               |                                                                 |                                                                 |                                                                 | 1                                                               |                                                                 |                                                                 |                                                                 |                                                                 |                                                                 |
| 2020      | 6                                                               | 5                                                               | 1                                                               | Hend Zaza, Ahmad Hamcho                                         |                                                                 |                                                                 | 1                                                               |                                                                 | 1                                                               |                                                                 |                                                                 |                                                                 | 1                                                               | 1                                                               |                                                                 | 1                                                               | 1                                                               |                                                                 |                                                                 | 1                                                               | 1                                                               | 86                                                              |
| Gesamt    | Gesamt                                                          | Gesamt                                                          | Gesamt                                                          | Gesamt                                                          | Gesamt                                                          | Gesamt                                                          | Gesamt                                                          | Gesamt                                                          | Gesamt                                                          | Gesamt                                                          | Gesamt                                                          | Gesamt                                                          | Gesamt                                                          | Gesamt                                                          | Gesamt                                                          | Gesamt                                                          | Gesamt                                                          | 1                                                               | 1                                                               | 2                                                               | 4                                                               | 91                                                              |

### Winterspiele
| Jahr      | Athleten           | Athleten           | Athleten           | Flaggenträger      | Sportarten         | Medaillen          | Medaillen          | Medaillen          | Medaillen          | Medaillen          |
| Jahr      | Gesamt             | m                  | w                  | Flaggenträger      | Sportarten         |                    |                    |                    | Gesamt             | Rang               |
| --------- | ------------------ | ------------------ | ------------------ | ------------------ | ------------------ | ------------------ | ------------------ | ------------------ | ------------------ | ------------------ |
| 1924–2018 | nicht teilgenommen | nicht teilgenommen | nicht teilgenommen | nicht teilgenommen | nicht teilgenommen | nicht teilgenommen | nicht teilgenommen | nicht teilgenommen | nicht teilgenommen | nicht teilgenommen |
| Gesamt    | Gesamt             | Gesamt             | Gesamt             | Gesamt             | Gesamt             | 0                  | 0                  | 0                  | 0                  | -                  |

## Liste der Medaillengewinner

### Goldmedaillen
| Name         | Spiele       | Sportart       | Disziplin   |
| ------------ | ------------ | -------------- | ----------- |
| Ghada Shouaa | 1996 Atlanta | Leichtathletik | Siebenkampf |

### Silbermedaillen
| Name          | Spiele           | Sportart | Disziplin              |
| ------------- | ---------------- | -------- | ---------------------- |
| Joseph Atiyeh | 1984 Los Angeles | Ringen   | Schwergewicht Freistil |

### Bronzemedaillen
| Name           | Spiele     | Sportart     | Disziplin          |
| -------------- | ---------- | ------------ | ------------------ |
| Naser Al Shami | 2004 Athen | Boxen        | Schwergewicht      |
| Man Asaad      | 2020 Tokio | Gewichtheben | Superschwergewicht |

## Medaillen nach Sportart
| Sportart       | Gold | Silber | Bronze | Gesamt |
| Leichtathletik | 1    | 0      | 0      | 1      |
| Ringen         | 0    | 1      | 0      | 1      |
| Boxen          | 0    | 0      | 1      | 1      |
| Gewichtheben   | 0    | 0      | 1      | 1      |
| Gesamt         | 1    | 1      | 2      | 4      |